# Butterfly (canção de G-Dragon)
"Butterfly" é uma canção gravada pelo cantor e rapper sul-coreano G-Dragon. Foi lançada em 23 de outubro de 2009, como o terceiro single de seu primeiro álbum de estúdio Heartbreaker (2009). Composta e produzida pelo próprio juntamente com Choice37, liricamente a canção descreve sobre uma relação amorosa.   

## Antecedentes e composição
Após trinta dias do lançamento de "Breathe", e em contraste com seus lançamentos anteriores que consistiu de singles dançantes, G-Dragon lançou a canção de andamento lento, "Butterfly'. Descrita por ele como uma canção "calmante", ela foi elogiada pelo website Newsen, que descreveu suas letras como sendo "românticas", afirmando que a mesma possui uma "exótica e romântica letra de rap [... e] doces vocais harmoniosos que atraem particularmente os casais apaixonados".
Semelhantemente a "Heartbreaker", G-Dragon foi novamente acusado de plágio com "Butterfly", quando a Sony Music alegou que a canção era semelhante a "She's Electric" da banda inglesa Oasis. Entretanto, as acusações foram removidas contra ele.

## Vídeo musical
O vídeo musical de "Butterfly" foi produzido com uma narrativa apresentando G-Dragon e seu interesse amoroso, através de cenas em computação gráfica. Ele é exibido em imagens computadorizadas em diversos momentos ao longo do vídeo musical, enquanto a mulher apresentada foi completamente computadorizada para o mesmo. A YG Entertainment descreveu a produção como  "um vídeo musical especialmente criado [...] para coincidir com a publicidade".